# Kolno (gromada w powiecie kolneńskim)
Kolno – dawna gromada, czyli najmniejsza jednostka podziału terytorialnego Polskiej Rzeczypospolitej Ludowej w latach 1954–1972.
Gromady, z gromadzkimi radami narodowymi (GRN) jako organami władzy najniższego stopnia na wsi, funkcjonowały od reformy reorganizującej administrację wiejską przeprowadzonej jesienią 1954 do momentu ich zniesienia z dniem 1 stycznia 1973, tym samym wypierając organizację gminną w latach 1954–1972.
Gromadę Kolno z siedzibą GRN w mieście Kolno utworzono 31 grudnia 1959 w powiecie kolneńskim w woj. białostockim z obszarów zniesionych gmin Borkowo, Tyszki-Łabno i Zaskrodzie; równocześnie do nowo utworzonej gromady przyłączono wieś Janowo ze zniesionej gromady Łosewo.
1 stycznia 1969 do gromady Kolno przyłączono wsie Kolimagi i Zabiele ze zniesionej gromady Zabiele.
1 stycznia 1972 do gromady Kolno przyłączono wsie Łosewo i Niksowizna ze zniesionej gromady Kąty oraz wieś Gietki z gromady Turośl.
Gromada przetrwała do końca 1972 roku, czyli do kolejnej reformy gminnej. Z dniem 1 stycznia 1973 roku utworzono gminę Kolno.